# 1848년 미국 하원의원 선거
1848년 미국 하원의원 선거는 1848년 미국에서 치러진 하원의원 선거로, 멕시코 전쟁의 승리로 같은 해 치러진 대선에서 전쟁 영웅인 휘그당의 재커리 테일러가 당선되지만, 하원은 전쟁을 이끈 민주당이 승리한다

## 선거 결과
| 정당       | 의석수 |
| ---------- | ------ |
| 민주당     | 113석  |
| 휘그당     | 108석  |
| 자유토지당 | 9석    |
| 미국당     | 1석    |
| 무소속     | 1석    |
| 합계       | 232석  |